# Есбйорн Свенссон
Есбйорн Свенссон (швед. Bror Fredrik "Esbjörn" Svensson, 16 квітня 1964, Скультуна, Швеція — 14 червня 2008, Стокгольм, Швеція) — шведський джазовий музикант, піаніст, засновник Esbjörn Svensson Trio. У 1995 та 1996 роках визнавався найкращим джазовим музикантом Швеції, володар індивідуальної премії Grammis 1997 року в номінації «Композитор року», а також численних шведських та закордонних премій у складі тріо.
Трагічно загинув 14 червня 2008 року під час пірнання з аквалангом на островах поблизу Стокгольму.

## Життєпис
З раннього дитинства Свенссон зростав під впливом джазу та класичної музики. Причиною цього стала «музичність» його родини: мати Есбйорна була піаністкою, батько великим любителем джазу, а двоюрідний дід Гуннар Свенссон відомим шведським співаком, піаністом та кінокомпозитором. Хлопець від початку захопився класичною музикою, але у підлітковому віці його не оминула й любов до року. Свенссон навіть створив декілька «гаражних» гуртів разом зі своїми однокласниками. Хоча це захоплення й було нетривалим і незабаром Есбйорн знову повернувся до класики, а пізніше до джазу, безсумнівно, рок-музика залишила значний слід у його подальшій експериментальній творчості.
У віці 16 років Есбйорн Свенссон почав навчатися у музичному коледжі за спеціальністю «Фортепіано». До цього він здобував музичну освіту самотужки. Трохи згодом хлопець вступив до Стокгольмського королівського коледжу музики, де провчився 4 роки.
У 1990 році Свенссон створив свій перший джазовий дует разом з другом дитинства барабанщиком Магнусом Естремом. У 1993 році до них приєднався Дан Берглунд — так утворилося Esbjörn Svensson Trio, учасники якого вже того ж року презентували широкому загалу свій дебютний альбом «When Everyone Has Gone», виданий компанією Dragon Records. У 1995 та 1996 роках Есбйорна Свенссона двічі поспіль визнавали найкращим джазовим музикантом Швеції, а у 1997 він отримав найпрестижнішу шведську музичну премію Grammis у номінації «Композитор року» за альбом «Winter In Venice».
У 1999 році тріо здійснило міжнародний прорив, підписавши угоду на видання альбому «From Gagarin's Point Of View» з німецькою рекординговою компанією The ACT Company. А починаючи з 2000 року музиканти брали участь у найважливіших фестивалях Європи, США та Японії. Майже щороку шведський музичний колектив отримував престижну музичну нагороду тієї чи іншої країни. Альбом «Strange Place for Snow» 2002 року було удостоєно призу німецьких критиків звукозапису; у 2003, 2005 та 2006 роках Esbjörn Svensson Trio отримували Grammis, як найкращі шведські джазмени; 2004 року їм було присуджено приз Ганса Коллера у номінації «Найкращий європейський джазовий виконавець». Крім того, у 2005 році вони стали першими європейцями, яких було розміщено на обкладинці престижного американського журналу «Down Beat».
Останні виступ Esbjörn Svensson Trio відбувся 30 травня 2008 року в залі імені П. І. Чайковського в Москві. Через два тижні діяльність колективу перервалася разом із життям Есбйорна Свенссона. Музикант отримав травми, несумісні з життям, під час пірнання з аквалангом на островах поблизу Стокгольма. Його знайшли непритомним на дні моря та доставили вертольотом у Karolinska University Hospital, проте врятувати життя Свенссона так і не вдалося. На момент трагедії йому було 44 роки, в нього залишилися дружина та двоє синів. У 2009 році Есбйорна Свенссона було посмертно нагороджено стипендією Яна Юганссона.

## Дискографія
Усі релізи було видано у складі Esbjörn Svensson Trio разом з контрабасистом Даном Берглундом та барабанщиком Магнусом Естремом.

### Студійні альбоми
| Альбом                           | Рік  | Формат | Лейбл           |
| -------------------------------- | ---- | ------ | --------------- |
| When Everyone Has Gone           | 1993 | Альбом | Dragon Records  |
| Esbjörn Svensson Trio Plays Monk | 1996 | Альбом | Superstudio Gul |
| Winter In Venice                 | 1997 | Альбом | Superstudio Gul |
| From Gagarin's Point Of View     | 1999 | Альбом | Superstudio Gul |
| Good Morning Susie Soho          | 2000 | Альбом | Superstudio Gul |
| Strange Place For Snow           | 2002 | Альбом | Superstudio Gul |
| Seven Days Of Falling            | 2003 | Альбом | Superstudio Gul |
| Viaticum                         | 2005 | Альбом | The ACT Company |
| Tuesday Wonderland               | 2006 | Альбом | The ACT Company |
| Leucocyte                        | 2008 | Альбом | The ACT Company |
| 301                              | 2012 | Альбом | The ACT Company |

### Концертні альбоми
| Альбом                                | Рік  | Формат | Лейбл           |
| ------------------------------------- | ---- | ------ | --------------- |
| Mr. & Mrs. Handkerchief               | 1995 | Live   | Dragon Records  |
| E.S.T. Live '95                       | 2001 | Live   | The ACT Company |
| Live in Stockholm                     | 2003 | Live   | The ACT Company |
| Esbjörn Svensson Trio Live In Hamburg | 2007 | Live   | The ACT Company |

### Збірки пісень
| Альбом                                  | Рік  | Формат        | Лейбл            |
| --------------------------------------- | ---- | ------------- | ---------------- |
| Somewhere Else Before                   | 2001 | Збірка пісень | Columbia Records |
| Retrospective — The Very Best of E.S.T. | 2009 | Збірка пісень | The ACT Company  |

### Співпраця
| Виконавець                    | Рік  | Альбом                                 |
| ----------------------------- | ---- | -------------------------------------- |
| Луїза Хоффстен, Лассе Енглунд | 1996 | Kära Du                                |
| Крістіна Лугн                 | 2005 | Jag Vill Aldrig Mer Vara Ful Och Ensam |

## Цікаві факти
- Есбйорн Свенссон надавав перевагу інструментам виробництва компаній Steinway чи Yamaha, проте був відкритим до використання інструментів і інших виробників. Як зазначав сам музикант, першочерговим є звучання інструмент, а не бренд, під яким його виготовлено.
- Офіційно абревіатура назви тріо пишеться маленькими літерами — e.s.t., хоча Есбйорн завжди жадав написання великими (E.S.T.).
- Заголовки пісень Esbjörn Svensson Trio часто є дуже екстравагантними, та включають у себе рими, алітерації, каламбури тощо.